# Хенсли, Памела
Паме́ла Гэйл Хе́нсли (англ. Pamela Gail Hensley; 3 октября 1950, Глендейл, Калифорния, США) — американская актриса. За свою 15-летнюю карьеру, длившуюся в 1970—1985 годах, она сыграла в 39-ти фильмах и телесериалах и стала номинанткой на премию «Сатурн» (1980).

## Биография
Памела Гэйл Хенсли родилась 3 октября 1950 года в Глендейле (штат Калифорния, США) в семье ветеринара Джона Хенсли и актрисы Гэйл Кент. Отец Памелы по-прежнему сохраняет процветающую ветеринарную практику в Колдуотр-Каньоне. Она училась в Академии «Argyle», затем выиграла прослушивание во всемирно известной Королевской академии драматического искусства в Лондоне. После трёх лет интенсивной театральной подготовки, она чувствовала, что она готова бросить вызов её родному городу.

## Личная жизнь
В 1978—1981 года Памела была замужем за музыкантом Уэсом Фарреллом (1939—1996).
С 1982 года Памела замужем во второй раз за телевизионным продюсером Э. Дьюком Винсентом (род.1932).

## Избранная фильмография
| Год       |    | Русское название       | Оригинальное название           | Роль                      |
| --------- | -- | ---------------------- | ------------------------------- | ------------------------- |
| 1970      | ф  | Жил-был обманщик       | There Was a Crooked Man...      | Эдвина                    |
| 1974—1976 | с  | Доктор Маркус Уэлби    | Marcus Welby, M.D.              | Джанет Блейк-Кили/Кристал |
| 1975      | ф  | Роллербол              | Rollerball                      | Мэкки                     |
| 1979—1980 | с  | Бак Роджерс в XXV веке | Buck Rogers in the 25th Century | принцесса Ардала          |
| 1979      | тф | Бак Роджерс в XXV веке | Buck Rogers in the 25th Century | принцесса Ардала          |
| 1982      | с  | Остров фантазий        | Fantasy Island                  | Линда Уитни               |
| 1984      | с  | Отель                  | Hotel                           | Брук Уитфилд              |
| 1984      | с  | Лодка любви            | The Love Boat                   | Кэти Джеймс               |